# Номерні знаки Західної Сахари
Територію Західної Сахари частково контролюють Марокко та Сахарська Арабська Демократична Республіка (САДР). На територіях, підконтрольних Марокко, власникам автомобілів видаються номерні знаки Марокко. На підконтрольних САДР територіях поширені одразу декілька типів номерних знаків автівок.

## Чинні номерні знаки
Станом на 2015 рік автомобілі територій САДР позначені наступними номерними знаками.
- Регулярні номерні знаки формату SH 123456 або SH-12-3456 жовтого кольору з чорними символами (запроваджені 1976 року)[1].

| SH 300290 |

- Номерні знаки уряду САДР формату GSH1234567, зеленого кольору з чорними символами (запроваджені 1976 року)[2][1].

| GSH1123167 |

- Номерні знаки озброєних формувань фронту Полісаріо формату 12345678 білого кольору з чорними знаками (запроваджені 1976 року)[3]:

| 06114795 |

## До 1976 року
Оскільки до 1976 року Західна Сахара входила в зону колоніальних інтересів Іспанії, там діяли іспанські номерні знаки серії SH. Від 1907 до 1927 року вони мали вигляд білого тексту на чорному тлі.
| SH 00194 |

До 1961 року у вжитку був формат AOE-123 чорного кольору на білому тлі.
| AOE-179 |

Від 1961 до 1972 року формат був SH-1234, від 1972 до 1976 року — SH-0123-A.
| SH-1254-A |

## Номерні знаки місії ООН за референдум у Західній Сахарі
Цей варіант містить в собі скорочення MIN від слів Misión Naciones у назві місії іспанською (ісп. Misión de las Naciones Unidas para la Organización de un Referéndum en el Sáhara Occidental). Після нього йдуть три цифри. Текст має білий колір розміщений на блакитному тлі. У вжитку від 1991 року на територіях, які перебувають під контролем Полісаріо.
| MIN-561 |

Також цю роль виконують номерні знаки з дипломатичної серії Марокко, які мають формат 123-61المغرب білого кольору на темно-синьому тлі.
| 668-61المغرب |